# Chiesa di Santa Chiara (Bari)
La chiesa di Santa Chiara di Bari si trova nella città vecchia, nell'omonima strada, nei pressi delle strade San Vito e Tresca.
Fu un tempo sede dell'Ordine teutonico e conservava, infatti, l'immagine sacra della Madonna degli Alemanni.

## Storia
Alla fine del XII secolo il numero dei Tedeschi che facevano sosta in Puglia lungo il cammino per Gerusalemme aumentò considerevolmente dopo che vi si stabilirono gli Svevi. Gerusalemme era già meta di pellegrinaggio e crociate, ma la nascita dell'Ordine dei Cavalieri Teutonici contribuì ulteriormente a incrementare il flusso di queste genti.
Prima dell'attuale chiesa dedicata a santa Chiara era presente la chiesa di Santa Maria degli Alemanni, o Santa Maria Theotonicorum, che era annessa alla domus locale dell'Ordine teutonico; quest'ultima, a sua volta, dipendeva dalla casa madre di San Leonardo in Siponto. La domus aveva come precettore un certo Arnold nel 1239 e ospitava il "preceptor domorum in Apulia", che si chiamava Gunther.
Nel 1492 Papa Innocenzo VIII, in seguito ad una richiesta di Ludovico il Moro, assegnò la chiesa alle clarisse, e il nome cambiò in Santa Chiara. La chiesa rimase comunque sotto la giurisdizione del cardinale Giovanni Giacomo Sclafenato, protettore dell'Ordine Teutonico, e poi dei precettori di San Leonardo in Siponto. In seguito, l'arcivescovo Ricciardi ridusse il numero delle suore da 46 a 31.
Nel 1539 la chiesa fu ristrutturata grazie a donazioni provenienti da Bona Sforza, regina di Polonia e duchessa di Bari, durante il priorato della badessa Sveva. In seguito, la chiesa svincolò definitivamente la sua storia da quella dei Cavalieri teutonici e, sotto la badessa Laura Gironda, nel 1730, subì lavori di riedificazione.
Il monastero, dopo essere stato soppresso nel 1809, fu venduto alle monache di Santa Maria del Buonconsiglio nel 1815. Fu occupato dai militari nel 1861 e trasformato in caserma, mentre nel 1897 venne abbattuta la parte superiore del campanile settecentesco. La chiesa divenne poi sede della confraternita di San Luca, fu sottoposta a restauri nel 1934 e nel 1975 fu definitivamente chiusa al culto.
Attualmente sono conservati nella chiesa i misteri della Vallisa, le statue della Passione di Gesù. La processione pasquale dei misteri, che solitamente parte dalla chiesa di Santa Teresa dei Maschi (ubicata sempre nel Borgo Antico, o meglio a Bari vecchia), ebbe inizio dalla chiesa di Santa Chiara una sola volta, nel 1994.